# Coup d'État de 1991 au Mali
Le coup d'État de 1991 au Mali a lieu le 26 mars 1991 au Mali et aboutit au renversement de Moussa Traoré, au pouvoir depuis 23 ans, et à la mise en place du Comité de transition pour le salut du peuple (CTSP), présidé par Amadou Toumani Touré, jusqu'au 8 juin 1992. Après l'organisation le 12 janvier 1992 d'un référendum constitutionnel sur une nouvelle constitution réinstaurant le multipartisme, une élection présidentielle est organisée en avril et voit la victoire d'Alpha Oumar Konaré, qui devient le premier président du Mali démocratiquement élu au scrutin direct.
Le coup d’État fait suite à la sanglante répression d'un soulèvement populaire du 22 au 24 mars 1991, causant plus de 200 morts.
L'ancien président Moussa Traoré est emprisonné en 1992 avant d'être condamné à mort l'année suivante. Sa peine est cependant commuée en prison à vie par Alpha Oumar Konaré, ce dernier finissant par le gracier en mai 2002.